# プログレスM-16M
プログレスM-16M (ロシア語: Прогресс М-16М)はロシア連邦宇宙局が2012年に国際宇宙ステーション(ISS)の補給のために打ち上げたプログレス補給船。NASAやJAXAではプログレス48、48Pなどとも呼ばれる。プログレス-M改良型(11F615A60)の16機目であり、シリアル番号は416だった。
ISSに打ち上げられた126機目の宇宙機であり、2012年にロシアが打ち上げた15機目の宇宙機であった。打ち上げたソユーズ-Uは年初からあわせてソユーズ系統の打ち上げとして7回目であった。

## 運用
プログレスM-16Mは2012年8月1日19時35分13秒(GMT)にバイコヌール宇宙基地からソユーズ-Uで打ち上げられた。打ち上げ10分後、ソユーズ-UロケットはプログレスM-16Mの軌道への投入に成功し、補給ミッションが開始された。
プログレスM-16Mでは急速ランデブー方式が初使用された。これは50時間以上かけてドッキングする以前の以前のプログレスの飛行とは対照的に軌道4周目、6時間程度でドッキングする方法であった。この方式は緊急生命科学用品のISSへの輸送を可能にし、またプログレスの飛行での試験後、同様のランデブー方式が有人のソユーズの飛行にも取り入れられ、クルーの疲労軽減のために利用されることとなった。
プログレスM-16Mは2013年2月9日13時15分27秒(GMT)にピアースから名目上ドッキングを解除し、その後離脱して太平洋上で大気圏に再突入した。

## 搭載貨物
プログレスM-16Mはドライカーゴで1397kgの装置類、食料、衣類、生命維持用品を輸送し、それ以外で680kgの補充用燃料燃料とロシア制御スラスタ用燃料、420kgの水、47kgの酸素などの気体を輸送した。

## 註
1. ↑  Pete Harding (2012年8月1日). “Progress M-16M launches to test new fast rendezvous with ISS”.   NASAspaceflight.com. 2012年8月2日閲覧。
2. ↑  James Oberg (2012年8月1日). “Russia Tests Quick Trip to Space Station”.   IEEE Spectrum. 2012年8月2日閲覧。